# Alafia perrieri
Alafia perrieri är en oleanderväxtart som beskrevs av Jumelle. Alafia perrieri ingår i släktet Alafia och familjen oleanderväxter. Utöver nominatformen finns också underarten A. p. parvifolia.